# Austalis inscripta
Austalis inscripta är en tvåvingeart som först beskrevs av Carl Ludwig Doleschall 1857.  Austalis inscripta ingår i släktet Austalis och familjen blomflugor. Inga underarter finns listade i Catalogue of Life.